# James Young (baloncestista)
James Young (Flint, Míchigan, 16 de agosto de 1995) es un jugador de baloncesto estadounidense que se encuentra sin equipo. Con 1,98 metros de altura, juega en la posición de escolta.

## Trayectoria deportiva

### Instituto

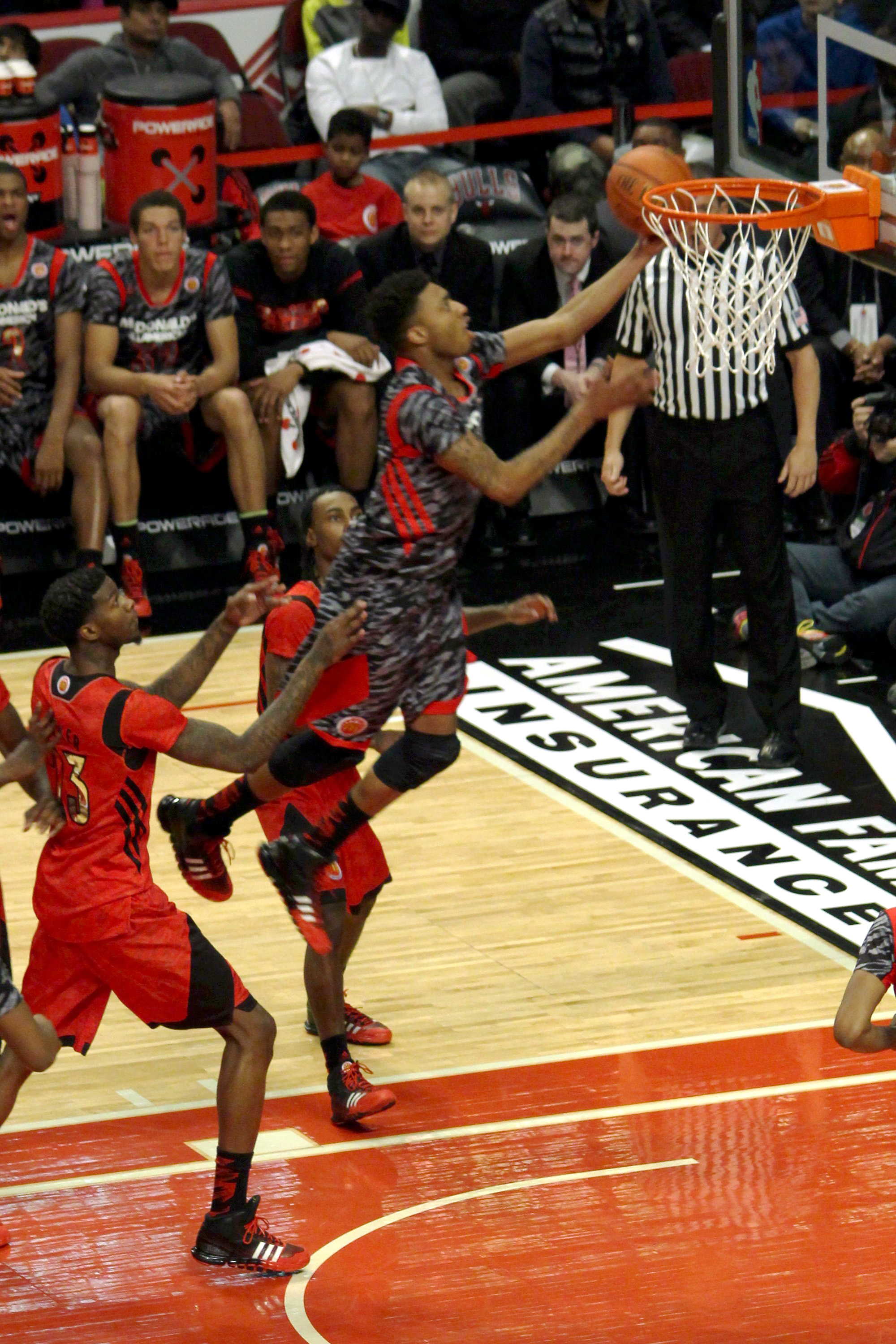
Young lanzando una bandeja en el McDonald's All-American Game del 2013.

Yougn asistió al instituto "Troy High School" en Troy, Míchigan y luego al instituto "Rochester High School" en Rochester, Míchigan. En su tercer año en Troy en 2011-12, Young promedió 25.1 puntos, 10.5 rebotes, 4.5 asistencias y 2.5 robos por partido, ganando los honores de mejor quinteto estatal de la Associated Press, Detroit News y el Detroit Free Press. En su último año en Rochester en 2012-13, Young promedió 27.2 puntos, 16.0 rebotes y 5.7 asistencias por partido, para ganar los honores de McDonald's All-American. Young fue uno de los jugadores de baloncesto más valorados en la clase de 2013. Young disputó el Jordan Brand Classic de 2013, y el McDonald's All-American Game de 2013.
El 11 de octubre de 2012, firmó la carta nacional de intención para jugar en la Universidad de Kentucky.

### Universidad
En su primera temporada como "freshman" en Kentucky, Young terminó segundo en la historia de la universidad con 82 triples anotados en una sola temporada para un "freshman". Luego pasó a ser nombrado para el segundo mejor quinteto de la SEC y al mejor quinteto "freshman" (debutante) de la SEC. En 40 partidos (39 como titular), promedió 14.3 puntos, 4.3 rebotes y 1.7 asistencias en 32.4 minutos por partido.
El 17 de abril de 2014, Young se declaró elegible para el Draft de la NBA de 2014, renunciando a sus últimos tres años de elegibilidad universitaria.

#### Estadísticas
| Año     | Equipo   | PJ | PT | MPP  | %TC  | %3P  | %TL  | RPP | APP | ROB | TPP | PPP  |
| ------- | -------- | -- | -- | ---- | ---- | ---- | ---- | --- | --- | --- | --- | ---- |
| 2013–14 | Kentucky | 40 | 39 | 32.4 | .407 | .349 | .706 | 4.3 | 1.7 | .8  | .2  | 14.3 |

### Profesional

#### NBA y G League
El 26 de junio de 2014, Young fue seleccionado en la decimoséptima posición del Draft de la NBA de 2014 por los Boston Celtics. El 10 de julio de 2014, firmó con los Celtics.
En julio de 2017 se convirtió en agente libre y disputó las Ligas de Verano de la NBA con los New Orleans Pelicans. Posteriormente, en septiembre firmó con Milwaukee Bucks para disputar la pretemporada, pero fue finalmente descartado.
[actualizar]

#### Europa
El 8 de marzo de 2021, firma por el Hapoel Tel Aviv B.C. de la Ligat Winner.
El 15 de enero de 2023, firma por el Kolossos Rodou BC de la A1 Ethniki.
El 22 de julio de 2023 fichó por el Universo Treviso Basket de la Lega Basket Serie A italiana. En diciembre de 2023 llegó al Pallacanestro Varese, firmando un contrato de dos meses, tras un inicio de temporada poco convincente en Treviso.

## Estadísticas de su carrera en la NBA

### Temporada regular
| Año     | Equipo       | PJ | PT | MPP  | %TC  | %3P  | %TL  | RPP | APP | ROB | TPP | PPP |
| ------- | ------------ | -- | -- | ---- | ---- | ---- | ---- | --- | --- | --- | --- | --- |
| 2014-15 | Boston       | 31 | 0  | 10.7 | .353 | .258 | .552 | 1.4 | .4  | .3  | .1  | 3.4 |
| 2015-16 | Boston       | 29 | 0  | 6.9  | .306 | .231 | .250 | .9  | .3  | .2  | .0  | 1.0 |
| 2016-17 | Boston       | 29 | 0  | 7.6  | .431 | .343 | .667 | .9  | .1  | .3  | .1  | 2.3 |
| 2017-18 | Philadelphia | 6  | 0  | 10.2 | .357 | .300 | .667 | .3  | .3  | .0  | .0  | 2.8 |
| Total   | Total        | 95 | 0  | 8.5  | .367 | .277 | .563 | 1.0 | .3  | .3  | .1  | 2.3 |

### Playoffs
| Año   | Equipo | PJ | PT | MPP | %TC  | %3P  | %TL  | RPP | APP | ROB | TPP | PPP |
| ----- | ------ | -- | -- | --- | ---- | ---- | ---- | --- | --- | --- | --- | --- |
| 2016  | Boston | 3  | 0  | 3.5 | .333 | .000 | .000 | .0  | .0  | .0  | .0  | .7  |
| 2017  | Boston | 10 | 0  | 3.9 | .333 | .357 | .000 | .7  | .3  | .0  | .0  | 1.5 |
| Total | Total  | 13 | 0  | 3.8 | .333 | .333 | .000 | .5  | .2  | .0  | .0  | 1.3 |

## Vida personal
El 1 de mayo de 2014, Young firmó un contrato con la asociación deportiva Roc Nation Sports.